# Войны в заливе не было
«Войны в Заливе не было» (фр. La Guerre du Golfe n’a pas eu lieu) — собрание из трех коротких эссе французского философа Жана Бодрийяра, опубликованных во французской газете Libération и в британской — The Guardian в промежуток между январем и мартом 1991 года.
Эссе публиковались до, во время и после «Войны в Заливе»: во время американской военной и риторической подготовки — «Войны в Заливе не будет», во время военных действий «Действительно ли идет Война в Заливе?» и после окончания всех событий — «Войны в Заливе не было». Заголовки эссе являются отсылкой к пьесе Жана Жироду «Троянской войны не будет», в которой герои пытаются предотвратить то, что как известно, неизбежно. Часть первая — «Войны в Заливе не будет» (фр. La guerre du Golfe n'aura pas lieu) — была опубликована в «Liberation» 4 января 1991 года. Часть вторая — «Действительно ли идет война в Заливе?» (фр. La guerre du Golfe a-t-elle vraiment lieu?) — была опубликована в «Liberation» 6 февраля 1991 года. Часть 3 — «Войны в Заливе не было» (фр. La Guerre du Golfe n’a pas eu lieu) — была опубликована в «Liberation» 29 марта 1991 года.
Переработанный вариант этих статей лёг в основу книги «Войны в Заливе не было», которая сделала Бодрийяра по-настоящему знаменитым. Вопреки названию статей, автор считает, что события «Войны в Заливе» и её жестокость действительно имели место, главный же вопрос в интерпретации этих событий: можно ли сравнивать то, что реально произошло, с тем, что было показано? И можно ли назвать эти события «войной»?
Книга с расширенными версиями статей на французском вышла в мае 1991 года, английская версия (перевод Пола Паттона) была опубликована в начале 1995 года. В России в 2016 году вышел сборник «Дух терроризма», в который входят эссе «Войны в Заливе не было» в переводе А. Качалова.

## Содержание
Бодрийяр утверждает, что «Война в Заливе» была не войной в самом деле, а скорее злодеянием, которое притворялось войной. Имея несравнимо более мощные военно-воздушные силы, американские военные в большинстве случаев не вступали в прямое столкновение с Иракской армией — почти ничего не известно о смертях иракцев. Таким образом, с точки зрения запада, боевых действий на самом деле не было. Более того, все, что люди узнавали о войне, являлось продуктом пропаганды. Подробные рассказы о военных действиях, осуществляемые различными средствами массовой информации, не давали возможности понять, что происходило на самом деле, а что было стилизовано, избирательно искажено при помощи симулякров.
Бодрийяр хочет привлечь внимание аудитории к феномену современных средств массовой информации, которые распространяют сведения о событиях в реальном времени. То, что они представляют, по факту подменяет саму реальность, делает настоящее событие неважным, не столь значимым, как рассказ о нём.

## Издания
- Baudrillard J. The Gulf War Did Not Take Place. — Sydney: Power Publications, 2012.
- Бодрийяр Ж. Дух терроризма. Войны в Заливе не было = La guerre du Golfe n’a pas eu lieu. Le’spirit du terrorisme / пер. с фр. А. Качалова. — М.: Рипол-Классик, 2016. — 223 с. — ISBN 978-5-386-09139-2.